# Ericameria
Ericameria é um género botânico pertencente à família Asteraceae.